# Ainsworth (Nebraska)
Ainsworth é uma cidade localizada no estado americano de Nebraska, no Condado de Brown.

## Demografia
Segundo o censo americano de 2000, a sua população era de 1862 habitantes.
Em 2006, foi estimada uma população de 1729, um decréscimo de 133 (-7.1%).

## Geografia
De acordo com o United States Census Bureau, a localidade tem uma área de 2,6 km², sem área coberta por água. Ainsworth localiza-se a aproximadamente 768 m acima do nível do mar.

## Localidades na vizinhança
O diagrama seguinte representa as localidades num raio de 36 km ao redor de Ainsworth.